# Lista dos apresentadores do Festival RTP da Canção
Esta lista incluí apenas os apresentadores do Festival RTP da Canção.

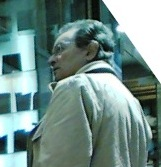
Apresentador de 1976, 1978, 1980, 1981, 1983, 1986, final de 1992, 2005 e 2006: Eládio Clímaco.

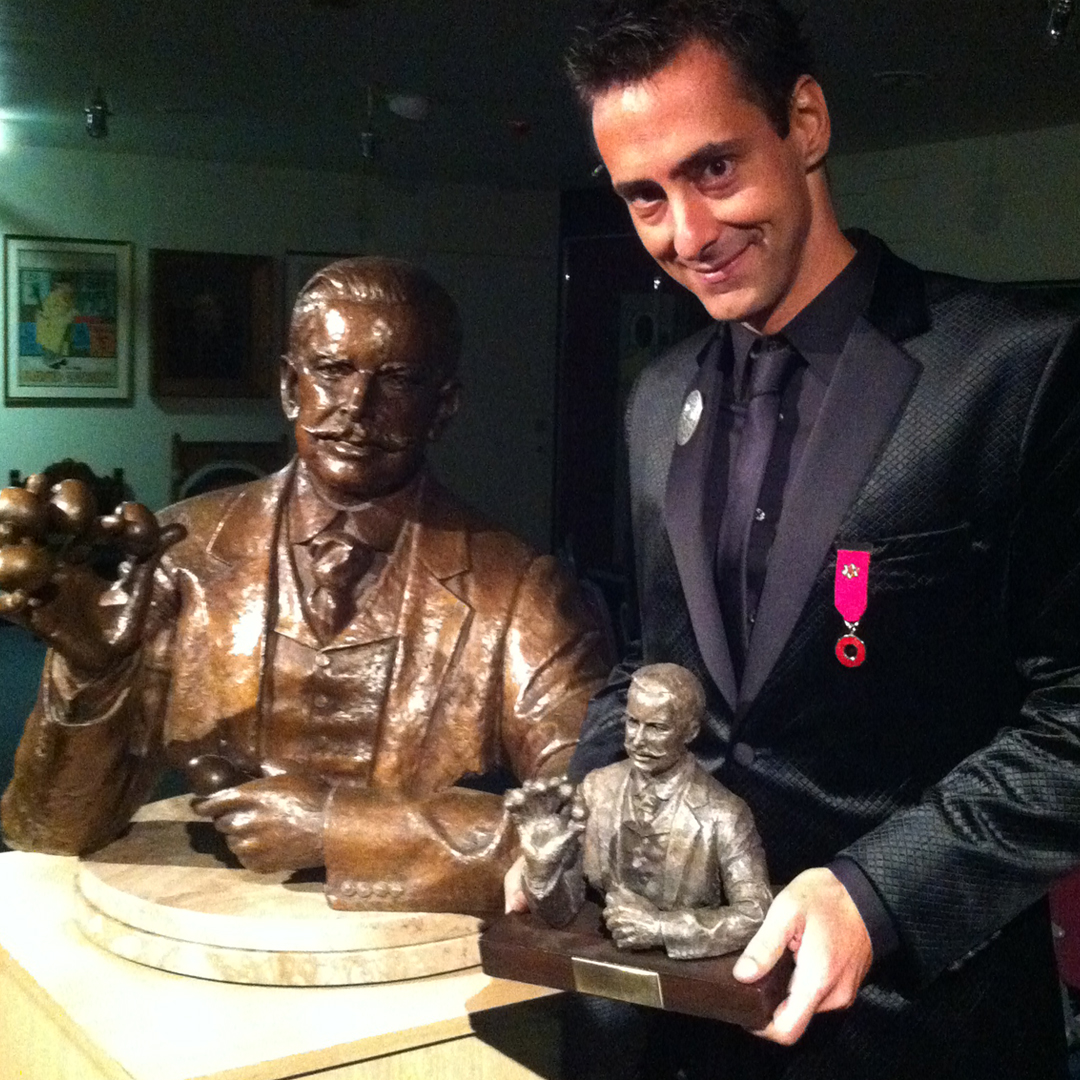
Apresentador da semi-final de 1994: Luis de Matos.

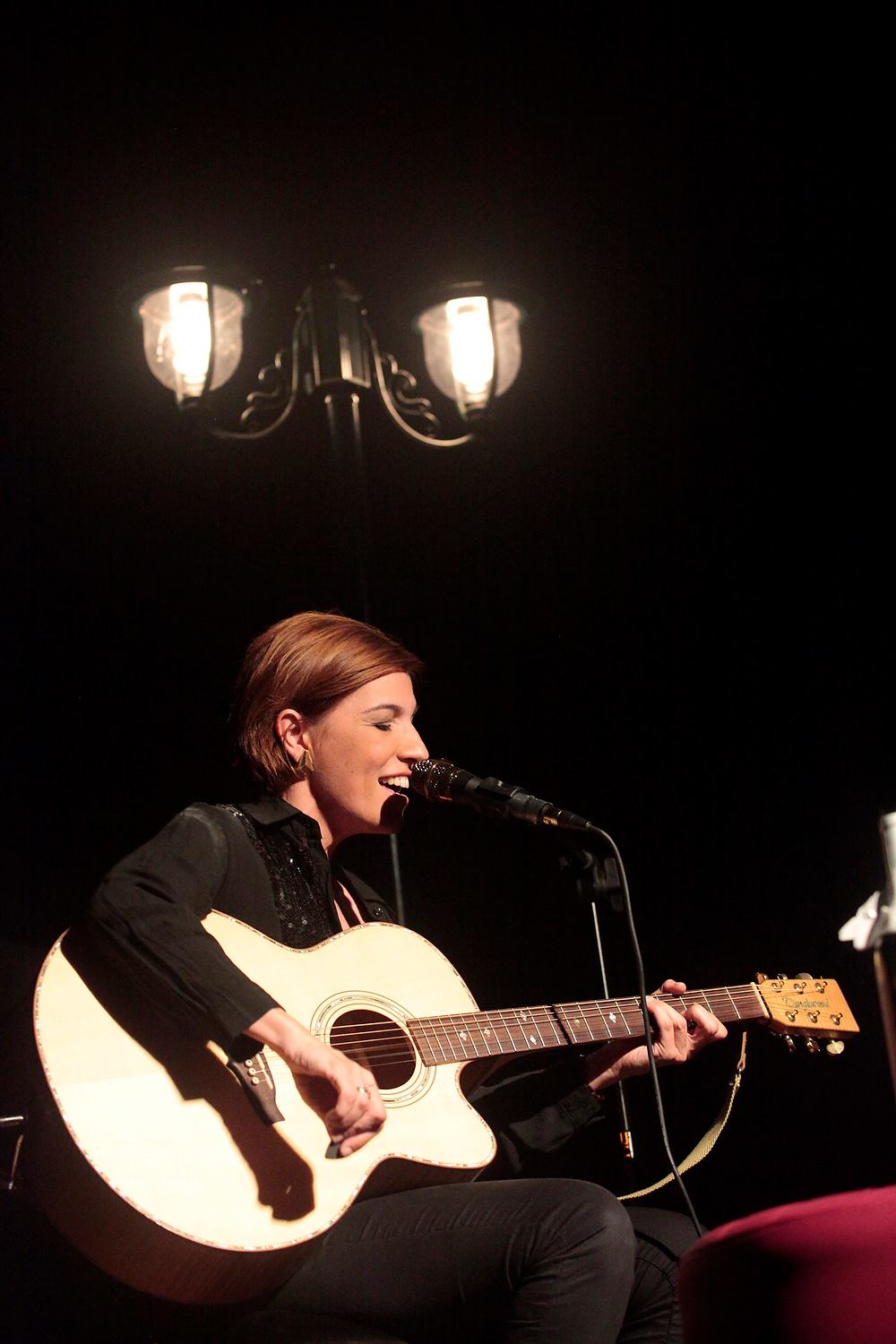
Apresentadora de 1998: Lúcia Moniz.

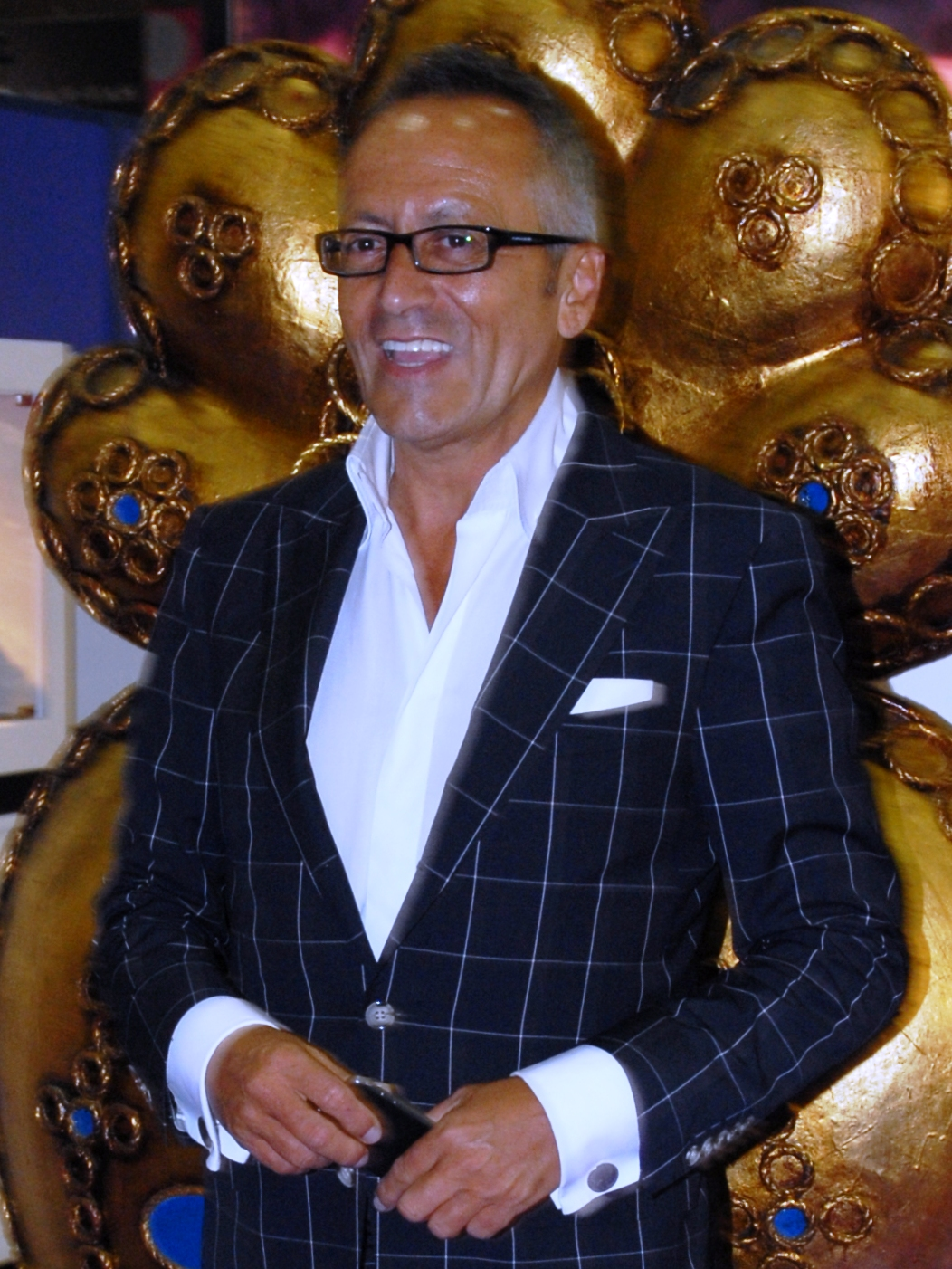
Apresentador de 1999: Manuel Luís Goucha.

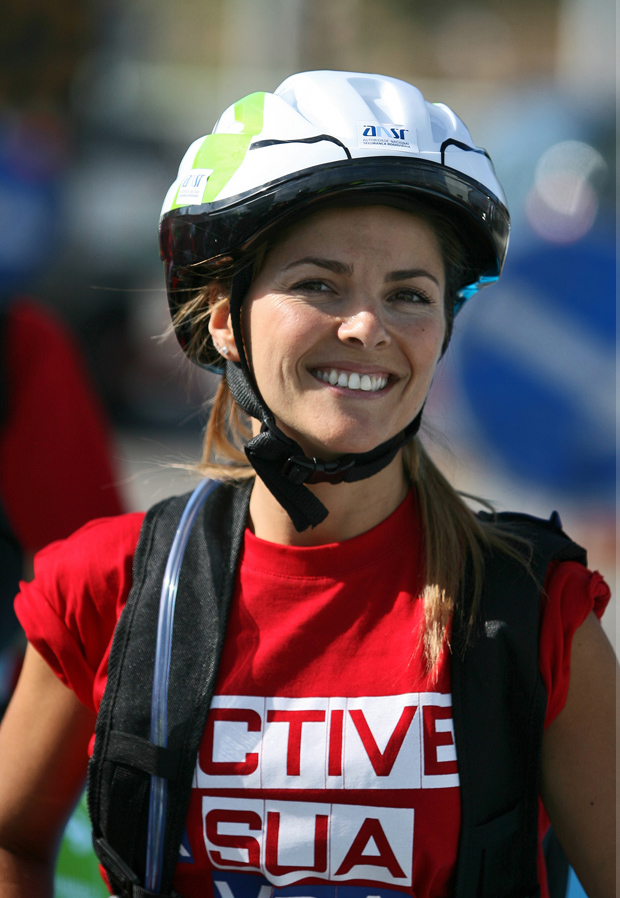
Apresentadora de 2001 e da 1ª semi-final de 2015: Sónia Araújo.

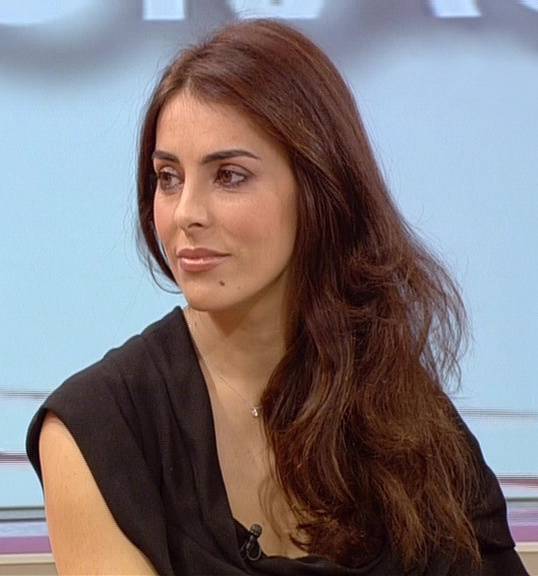
Apresentadora de 2003, 2004, da final 2015 e de 2017: Catarina Furtado.

## Apresentadores
| Ano                                                         | Apresentador(es)                                                                              |
| ----------------------------------------------------------- | --------------------------------------------------------------------------------------------- |
| 1964                                                        | Maria Helena Fialho Gouveia e Henrique Mendes                                                 |
| 1965                                                        | Henrique Mendes                                                                               |
| 1966                                                        | Maria Fernanda e Henrique Mendes                                                              |
| 1967                                                        | Isabel Wolmar e Henrique Mendes                                                               |
| 1968                                                        | Maria Fernanda e Henrique Mendes                                                              |
| 1969                                                        | Lurdes Norberto                                                                               |
| 1970                                                        | Maria Fernanda e Carlos Cruz                                                                  |
| 1971                                                        | Henrique Mendes e Ana Maria Lucas                                                             |
| 1972                                                        | Alice Cruz e Carlos Cruz                                                                      |
| 1973                                                        | Alice Cruz e Artur Agostinho                                                                  |
| 1974                                                        | Glória de Matos e Artur Agostinho                                                             |
| 1975                                                        | Maria Elisa e José Nuno Martins                                                               |
| 1976                                                        | António Vitorino de Almeida, Ana Zanatti e Eládio Clímaco                                     |
| 1977                                                        | Herman José e Nicolau Breyner                                                                 |
| 1978                                                        | Eládio Clímaco e Maria José Azevedo                                                           |
| 1979                                                        | José Fialho Gouveia e Manuela Matos                                                           |
| 1980                                                        |                                                                                               |
| Eládio Clímaco (semi-finais)                                |                                                                                               |
| Ana Zanatti e Eládio Clímaco (final)                        |                                                                                               |
| 1981                                                        | Eládio Clímaco e Rita Ribeiro                                                                 |
| 1982                                                        | Alice Cruz, José Fialho Gouveia, Ivone Silva e Camilo de Oliveira                             |
| 1983                                                        | Valentina Torres e Eládio Clímaco                                                             |
| 1984                                                        | Manuela Moura Guedes e José Fialho Gouveia                                                    |
| 1985                                                        | Margarida Andrade, Eládio Clímaco e José Fialho Gouveia                                       |
| 1986                                                        | Alice Cruz, Ana Zanatti, Eládio Clímaco, José Fialho Gouveia, Henrique Mendes e Maria Helena  |
| 1987                                                        | Ana Zanatti                                                                                   |
| 1988                                                        |                                                                                               |
| Ana do Carmo (semi-final)                                   |                                                                                               |
| Ana Paula Reis, Valentina Torres e António Sequeira (final) |                                                                                               |
| 1989                                                        | António Vitorino de Almeida e Manuela Carlos                                                  |
| 1990                                                        | Ana do Carmo e Nicolau Breyner                                                                |
| 1991                                                        | Ana Paula Reis e Júlio Isidro                                                                 |
| 1992                                                        |                                                                                               |
| Júlio Isidro (semi-finais)                                  |                                                                                               |
| Ana Zanatti e Eládio Clímaco (final)                        |                                                                                               |
| 1993                                                        |                                                                                               |
| Júlio Isidro (semi-finais)                                  |                                                                                               |
| Margarida Mercês de Melo e António Sala (final)             |                                                                                               |
| 1994                                                        |                                                                                               |
| Ana do Carmo e Luís de Matos (semi-finais)                  |                                                                                               |
| Ana Paula Reis e Nicolau Breyner (final)                    |                                                                                               |
| 1995                                                        | Carlos Mendes, Sofia Morais e Herman José                                                     |
| 1996                                                        | Isabel Angelino e Carlos Cruz                                                                 |
| 1997                                                        |                                                                                               |
| Isabel Angelino (semi-finais)                               |                                                                                               |
| Cristina Caras Lindas e António Sala (final)                |                                                                                               |
| 1998                                                        | Lúcia Moniz e Carlos Ribeiro                                                                  |
| 1999                                                        | Alexandra Lencastre e Manuel Luís Goucha                                                      |
| 2000                                                        | Rita Ferro Rodrigues e Gaspar Borges                                                          |
| 2001                                                        | Cristina Mohler e Sónia Araújo                                                                |
| 2003                                                        | Catarina Furtado                                                                              |
| 2004                                                        | Catarina Furtado                                                                              |
| 2005                                                        | Tânia Ribas de Oliveira e Eládio Clímaco                                                      |
| 2006                                                        | Isabel Angelino, Jorge Gabriel, Helena Coelho, Daniel Oliveira, Helena Ramos e Eládio Clímaco |
| 2007                                                        | Isabel Angelino e Jorge Gabriel                                                               |
| 2008                                                        | Sílvia Alberto                                                                                |
| 2009                                                        | Sílvia Alberto                                                                                |
| 2010                                                        | Sílvia Alberto                                                                                |
| 2011                                                        | Sílvia Alberto                                                                                |
| 2012                                                        | Sílvia Alberto e Pedro Granger                                                                |
| 2014                                                        | Sílvia Alberto e José Carlos Malato                                                           |
| 2015                                                        | Jorge Gabriel e Joana Teles (1ª semi-final)                                                   |
| 2015                                                        | José Carlos Malato e Sílvia Alberto (2ª semi-final)                                           |
| 2015                                                        | Catarina Furtado e Júlio Isidro (final)                                                       |
| 2017                                                        | José Carlos Malato e Sónia Araújo (1º semi-final)                                             |
| 2017                                                        | Jorge Gabriel e Tânia Ribas de Oliveira (2ª semi-final)                                       |
| 2017                                                        | Catarina Furtado e Sílvia Alberto (final)                                                     |
| 2018                                                        | Jorge Gabriel e José Carlos Malato (1º semi-final)                                            |
| 2018                                                        | Sónia Araújo e Tânia Ribas de Oliveira (2ª semi-final)                                        |
| 2018                                                        | Filomena Cautela e Pedro Fernandes (final)                                                    |
| 2019                                                        | Sónia Araújo e Tânia Ribas de Oliveira (1º semi-final)                                        |
| 2019                                                        | Jorge Gabriel e José Carlos Malato (2ª semi-final)                                            |
| 2019                                                        | Filomena Cautela e Vasco Palmeirim (final)                                                    |
| 2020                                                        | Jorge Gabriel e Tânia Ribas de Oliveira (1º semi-final)                                       |
| 2020                                                        | Sónia Araújo e José Carlos Malato (2ª semi-final)                                             |
| 2020                                                        | Filomena Cautela e Vasco Palmeirim (final)                                                    |
| 2021                                                        | Jorge Gabriel e Sónia Araújo (1º semi-final)                                                  |
| 2021                                                        | José Carlos Malato e Tânia Ribas de Oliveira (2ª semi-final)                                  |
| 2021                                                        | Filomena Cautela e Vasco Palmeirim (final)                                                    |
| 2022                                                        | Jorge Gabriel e Sónia Araújo (1º semi-final)                                                  |
| 2022                                                        | José Carlos Malato e Tânia Ribas de Oliveira (2ª semi-final)                                  |
| 2022                                                        | Filomena Cautela e Vasco Palmeirim (final)                                                    |
| 2023                                                        | José Carlos Malato e Tânia Ribas de Oliveira (1º semi-final)                                  |
| 2023                                                        | Jorge Gabriel e Sónia Araújo (2ª semi-final)                                                  |
| 2023                                                        | Filomena Cautela e Vasco Palmeirim (final)                                                    |

### Apresentadores da green room
| Ano  | Apresentadores                                             |
| ---- | ---------------------------------------------------------- |
| 2010 | Sérgio Mateus                                              |
| 2011 | Joana Teles                                                |
| 2012 | Joana Teles                                                |
| 2014 | Joana Teles Joana Martins (online)                         |
| 2017 | Filomena Cautela (final) Joana Martins (online)            |
| 2018 | Inês Lopes Gonçalves Joana Martins e Rita Correia (online) |
| 2019 | Inês Lopes Gonçalves Joana Martins (online)                |
| 2020 | Inês Lopes Gonçalves                                       |
| 2021 | Inês Lopes Gonçalves                                       |
| 2022 | Inês Lopes Gonçalves                                       |
| 2023 | Inês Lopes Gonçalves                                       |

### Festival RTP: A Melhor Canção de Sempre
O Festival RTP: A Melhor Canção de Sempre foi um programa, emitido em no princípio de 2009, em que se pretendia escolher a melhor canção de sempre vencedora do Festival RTP da Canção. O programa foi composto por 4 semifinais, e uma grande final. A cada semifinal eram eleitas três canções, culminando na final, um grande programa cheio de emoções. Todas as galas tiveram votação 100% do público.
| Apresentadora  |
| -------------- |
| Sílvia Alberto |

## Apresentadores que anteriormente participaram no Festival da Canção
- Isabel Wolmar, participou no Festival da Canção Portuguesa 1958 e 1960[1]
- Nicolau Breyner, participou no Festival RTP da Canção 1968
- Herman José, participou no Festival RTP da Canção 1983
- António Sala, participou no Festival RTP da Canção 1980 e 1984
- Carlos Mendes, participou no Festival RTP da Canção 1968 e 1972
- Lúcia Moniz, participou no Festival RTP da Canção 1996

## Apresentadores que anteriormente participaram no Festival Eurovisão da Canção
- Carlos Mendes, representou Portugal no Festival Eurovisão da Canção 1968 e 1972
- Lúcia Moniz, representou Portugal no Festival Eurovisão da Canção 1996

1. ↑  DIAS, Patrícia Costa (2011). A Vida com um Sorriso - Histórias, experiências, gargalhadas, reflexões de Isabel Wolmar. Lisboa: Ésquilo. pp. 42–43. ISBN 978-989-8092-97-7. OCLC 758100535